# 謝福弘
謝福弘（1956年9月10日—），臺灣政治人物，中國國民黨籍，出生於苗栗縣苗栗市，曾任行政院農業委員會農田水利署苗栗管理處處長、苗栗農田水利會會長、中國國民黨苗栗縣黨部副主委、主委。謝福弘高中即加入國民黨，黨齡接近50年，其父謝彩和也在水利會服務40多年，父子倆在水利會工作超過1甲子。

## 經歷
曾任行政院農業委員會農田水利署苗栗管理處處長、中國國民黨苗栗縣黨部副主委、中國國民黨苗栗市黨部主委、中華民國青溪總會苗栗縣理事長、社團法人中華民國退伍軍人協會苗栗縣理事長。
1984年考取苗栗農田水利會，擔任秘書。
2000年擔任苗栗農田水利會資訊室主任。
2010年6月1日同額競選第三屆苗栗農田水利會會長，以全國最高得票率91.04％當選，並於四年後以相同方式連任第四屆苗栗農田水利會會長。
2017年因農田水利會組織通則修正，任期延期至2020年9月30日。
2020年轉任行政院農業委員會農田水利署苗栗管理處處長。
2022年1月16日，自行政院農業委員會農田水利署苗栗管理處處長職位退休，由魏賢堉接任。同年6月29日，接受中國國民黨中央徵召參選，代表中國國民黨參選苗栗縣縣長，並獲得前縣長傅學鵬、劉政鴻力挺7月17日，中國國民黨主席朱立倫親自南下授旗，進駐中國國民黨苗栗縣黨部，最終敗選。
| 2022年苗栗縣縣長選舉結果 | 2022年苗栗縣縣長選舉結果 | 2022年苗栗縣縣長選舉結果 | 2022年苗栗縣縣長選舉結果 | 2022年苗栗縣縣長選舉結果 | 2022年苗栗縣縣長選舉結果 | 2022年苗栗縣縣長選舉結果 |
| 號次                     | 候選人                   | 政黨                     | 得票數                   | 得票率                   | 當選標記                 |                          |
| ------------------------ | ------------------------ | ------------------------ | ------------------------ | ------------------------ | ------------------------ | ------------------------ |
| 1                        | 鍾東錦                   | 無黨籍                   | 124,603                  | 42.66%                   |                          |                          |
| 2                        | 謝福弘                   | 中國國民黨               | 32,026                   | 10.96%                   |                          |                          |
| 3                        | 吳盛聖                   | 無黨籍                   | 4,864                    | 1.67%                    |                          |                          |
| 4                        | 徐定禎                   | 民主進步黨               | 91,260                   | 31.24%                   |                          |                          |
| 5                        | 宋國鼎                   | 時代力量                 | 39,347                   | 13.47%                   |                          |                          |
| 選舉人數                 | 選舉人數                 | 選舉人數                 | 443,908                  | 443,908                  | 443,908                  |                          |
| 投票數                   | 投票數                   | 投票數                   | 298,319                  | 298,319                  | 298,319                  |                          |
| 有效票                   | 有效票                   | 有效票                   | 292,100                  | 292,100                  | 292,100                  |                          |
| 無效票                   | 無效票                   | 無效票                   | 6,219                    | 6,219                    | 6,219                    |                          |
| 投票率                   | 投票率                   | 投票率                   | 67.20%                   | 67.20%                   | 67.20%                   |                          |

## 著作
謝福弘 （發行人）. 《農民ㄟ靠山：農業根基 水利工程》. 臺灣苗栗農田水利會（主編）、臺灣水資源與農業研究院 （編輯單位） ISBN 978-986-5449-25-4

## 外部連結
- 謝福弘的Facebook專頁

## 來源資料
1. ↑  .   [2022-07-18]. （原始内容存档于2022-07-18）.
2. ↑  .   [2022-09-23]. （原始内容存档于2022-05-20）.
3. ↑  . 自由時報. 2010-05-16  [2022-07-29]. （原始内容存档于2022-07-29） （中文（臺灣））.
4. ↑  . 中國時報.   [2022-07-27]. （原始内容存档于2022-07-27） （中文（臺灣））.
5. ↑  . 全國法規資料庫.   [2022-07-28]. （原始内容存档于2022-08-12）.
6. ↑  . 中國時報.   [2022-09-23]. （原始内容存档于2019-06-09） （中文（臺灣））.
7. ↑  . 自由時報. 2020-09-29  [2022-07-27]. （原始内容存档于2022-07-27）.
8. ↑  . 行政院農業委員會農田水利署.   [2022-09-23]. （原始内容存档于2022-03-08） （中文（臺灣））.
9. ↑  . 菱傳媒. 2022-06-29  [2022-07-18]. （原始内容存档于2022-07-02）.
10. ↑  聯合報. . 聯合報. 2022-07-17  [2022-07-27]. （原始内容存档于2022-07-27） （中文（臺灣））.
11. ↑  .   [2022-07-28]. （原始内容存档于2022-08-15） （中文（臺灣））.